# Rolandův kámen
Rolandův kámen (popularna nazwa cz. Křížek, historyczna nazwa niem. Hin und Wieder Stein lub Hinnewiederstein, cz. Skalnatý vrch) – formacja skalna o wysokości 936 m n.p.m. (podawana jest też wysokość 937 m n.p.m., 936,4 m n.p.m.  lub 910 m n.p.m.) w paśmie górskim Wysokiego Jesionika (cz. Hrubý Jeseník), w północno-wschodnich Czechach, w Sudetach Wschodnich, na Śląsku, w obrębie miejscowości Karlova Studánka, oddalona o około 5,4 km na wschód od szczytu góry Pradziad (cz. Praděd).

## Historia

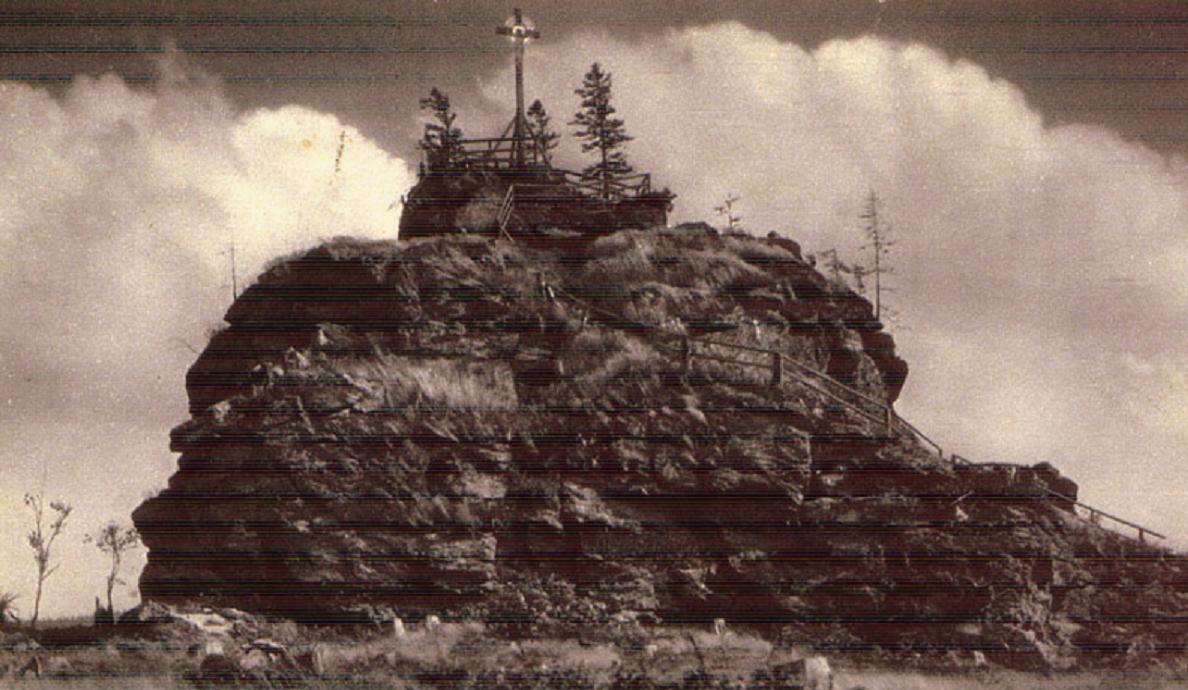
Rolandův kámen (1926 rok)

W XIX wieku, kiedy w lesie, na stokach góry Lyra pojawili się licznie turyści, zwrócono uwagę na odosobnione, kilkudziesięciometrowe skalisko. W 1833 roku poprowadzono na jego szczyt wykute w skale schody z barierkami, a sam szczyt zmodyfikowano, aby umieścić na nim ławki do podziwiania z punktu widokowego krajobrazów pobliskich szczytów. Wichury z lat 1919, 1920 i 1921 odsłoniły skalisko, które dopiero po wielu latach znów się zadrzewiło. W 1924 roku na polecenie biskupa Brna Norberta Kleina postawiono na szczycie, w wyżłobionym w skale gnieździe około 8 m wysokości, modrzewiowy krzyż, wykonany w pobliskiej miejscowości Ludvíkov przez leśniczego Drechslera, poświęcając go 14 września. Obraz ukrzyżowanego Chrystusa wykonał opawski artysta Konrád Assmann. Odtąd miejsce to  nazywano popularnie Křížek. Stało się ono miejscem pielgrzymkowym o nazwie Hin und Wieder Stein. Czeska nazwa Rolandův kámen pochodzi z legendy o prawdopodobnej śmierci w tym miejscu pruskiego żołnierza.
Z tablicy informacyjnej ZASTAVENÍ 9 - Rolandův kámen na Skalnatém vrchu postawionej przed skaliskiem można przeczytać o dwóch legendach związanych z formacją Rolandův kámen. W pierwszej skalisko jest pozostawionym przez krążącego po Jesionikach (cz. Jeseníky) diabła okruchem skały po nieudanej próbie zniszczenia przez niego kościoła w miejscowości Karlova Studánka. W drugiej zaś opowiada o nieszczęśliwej miłości do mężczyzny pewnej zakonnicy z tej miejscowości, posługującej chorym, która postanowiła skoczyć ze szczytu po złamaniu w tej sytuacji ślubów zakonnych. Postawiony krzyż z pierwszej legendy wygonił diabła, a w drugiej upamiętnia miejsce śmierci zakonnicy. 

## Charakterystyka

### Lokalizacja
Formacja skalna Rolandův kámen położona jest w środkowo-wschodnim rejonie całego pasma Wysokiego Jesionika, leżąca w części Wysokiego Jesionika, w środkowo-zachodnim obszarze (mikroregionu) o nazwie Masyw Orlíka (cz. Medvědská hornatina), usytuowana w odległości około 1 km na północ od centrum miejscowości Karlova Studánka i jest z daleka słabo rozpoznawalna. Znajduje się bowiem na zalesionym stoku góry Lyra. W pobliżu formacji skalnej, w odległości około 300 m na południe znajduje się szczyt Skalnatý vrch, a w odległości około 190 m na północny wschód również podobne, nieco niższe skalisko.

### Szczyt

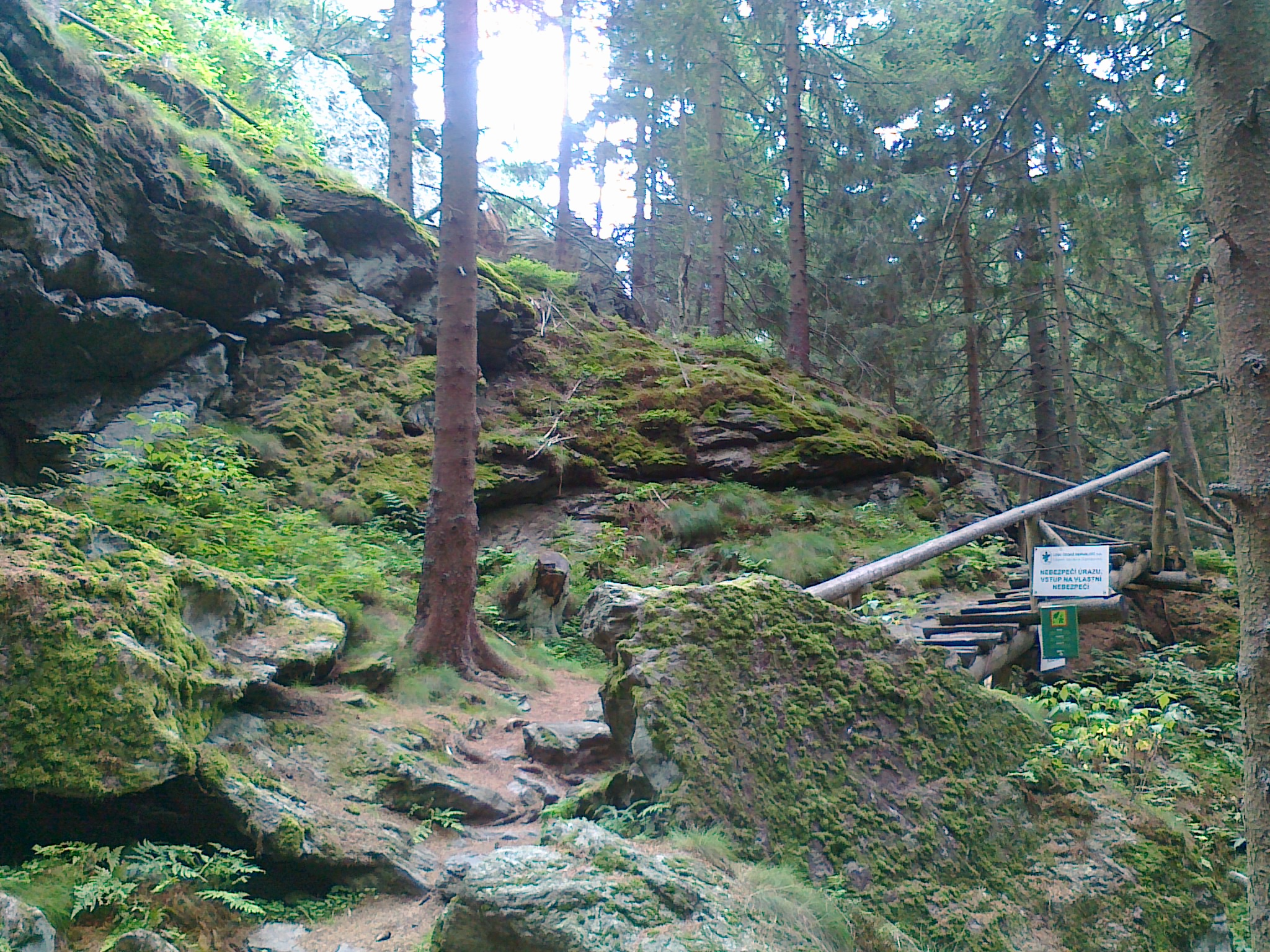
Wejście na skalisko Rolandův kámen (2013 rok)

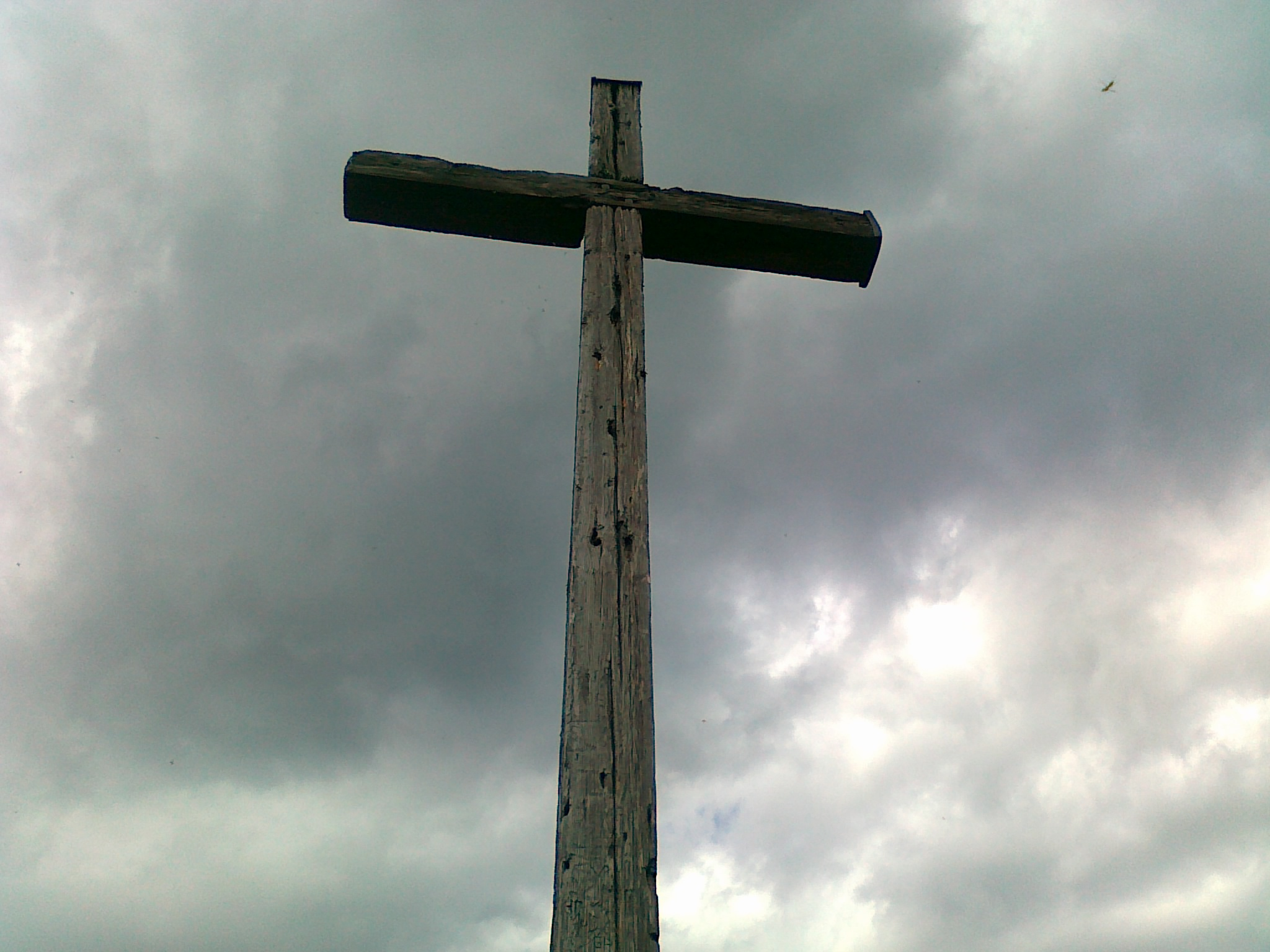
Krzyż na szczycie skaliska Rolandův kámen (2013 rok)

Około 26 m wysokości skalisko jest częściowo zadrzewione, pokryte mchem, będące w rzucie poziomym nieregularnym wielokątem o przybliżonych wymiarach długość × szerokość = (67 × 62) m, zajmujące powierzchnię około 2655 m². Stoki skaliska z uwagi na nachylenie są urwiskami. Na szczyt prowadzi wąskie, okrężne i niebezpieczne przejście zabezpieczone barierkami. Przed wejściem ustawiona jest tablica, ostrzegająca o wejściu na własną odpowiedzialność. Na szczycie, przy krzyżu (obecnie o wysokości około 4,5 m, bez ukrzyżowanego Chrystusa) rozpościerają się malownicze widoki na pobliskie szczyty: Ovčí vrch (1), Hřeben, Hradečná, Temná, stok Vysoká hole i Ostrý vrch. Na tle tego ostatniego widać szczyt wieży na górze Pradziad. Przy krzyżu Klub Czeskich Turystów (cz. Klub Českých Turistů) zamontował żółtą skrzynkę z zeszytem do którego można się wpisać. Formacja skalna znajduje się w zalesionym borze świerkowym. Na szczycie nie ma punktu geodezyjnego. Państwowy urząd geodezyjny o nazwie (cz. Český úřad zeměměřický a katastrální (CÚZK)) w Pradze podaje jako najwyższy punkt formacji skalnej – szczyt – o wysokości 936,3 m n.p.m. i współrzędnych geograficznych (50°04′52,7″N 17°18′24,8″E/50,081306 17,306889). 
Dojście do formacji skalnej o długości około 280 m prowadzi z bocznej drogi o nazwie Rolandova cesta, biegnącej z szosy nr 450 pomiędzy miejscowością Karlova Studánka i osadą Vidly. Warto dodać, że na szczyt prowadzi 28 tras wspinaczkowych.

### Geologia
Pod względem geologicznym formacja skalna Rolandův kámen należy do jednostki określanej jako kopuła Desny i zbudowana jest ze skał metamorficznych – gnejsów i łupków łyszczykowych. Ukształtowana na skraju tzw. terasy krioplanacyjnej, w mroźnym klimacie peryglacjalnym. Na skalisku widoczna jest również niezwykła deformacja warstw skalnych, spowodowana procesami górotwórczymi.

## Ochrona przyrody
Skalisko znajduje się w obrębie wydzielonego obszaru objętego ochroną o nazwie Obszar Chronionego Krajobrazu Jesioniki (cz. Chráněná krajinná oblast (CHKO) Jeseníky), a utworzonego w celu ochrony utworów skalnych, ziemnych i roślinnych oraz rzadkich gatunków zwierząt.
Blisko formacji skalnej przebiega 26,5 km długości ścieżka dydaktyczna o nazwie (cz. Naučná stezka Muzeum Wide Web) na trasie:
 Malá Morávka – Karlovice (z 17 stanowiskami obserwacyjnymi na trasie)

## Turystyka

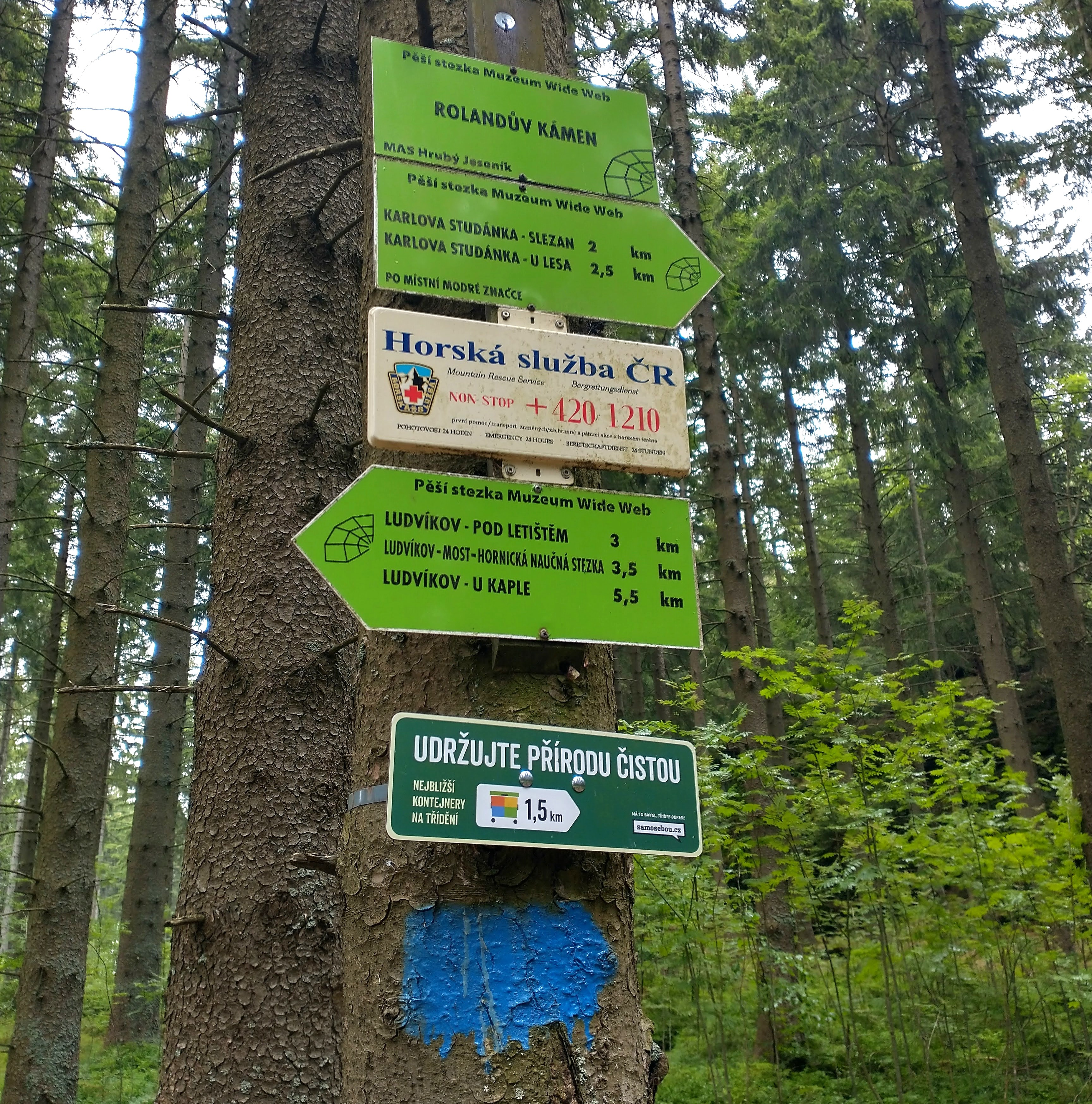
Tablice informacyjne na skrzyżowaniu turystycznym Rolandův kámen (2023 rok)

Rolandův kámen to bardzo popularne miejsce wśród turystów i pielgrzymów. Do bazy turystycznej w miejscowości Karlova Studánka z hotelami i pensjonatami jest od szczytu około 800 m w kierunku południowym. Do miejscowości Ludvíkov z bazą pensjonatów jest od szczytu około 2,8 km w kierunku północno-wschodnim, a do osady Vidly z hotelem górskim Vidly jest od szczytu około 3,7 km w kierunku północno-zachodnim. Ponadto około 6 km w kierunku północno-wschodnim jest do miejscowości Vrbno pod Pradědem z bazą hoteli i pensjonatów. Natomiast do hoteli i schronisk rozsianych wokół góry Pradziad jest od szczytu około 5,5 km w kierunku zachodnim. 

### Szlaki turystyczne, rowerowe i trasy narciarskie
Klub Czeskich Turystów wytyczył do formacji skalnej jeden tzw. szlak spacerowy na trasie:
 Karlova Studánka – Skalnáty vrch – Rolandův kámen – Karlova Studánka
Drogą nr 450 Bruntál – Bělá pod Pradědem przebiega jedyny pobliski szlak rowerowy na trasie:
 (nr 6029) Valšov – Bruntál – Rudná pod Pradědem – Suchá Rudná – Hvězda – Karlova Studánka – przełęcz Kóta – Vidly – Vrbno pod Pradědem
W okresie ośnieżenia blisko formacji skalnej wyznaczono jedyną trasę narciarstwa biegowego:
 Karlova Studánka – Skalnatý vrch – góra Lyra – góra Žárový vrch – góra Plošina – góra Zámecká hora – Vrbno pod Pradědem
Ponadto w odległości około 300 m na południowy wschód od szczytu, na stoku Skalnatý vrch znajduje się trasa narciarstwa zjazdowego:
 łatwa, o długości około 540 m z wyciągiem orczykowym.